# Timothy Mickelson
Pour les articles homonymes, voir Mickelson.
Timothy Mickelson, né le 12 novembre 1948 et mort le 30 août 2017 de la maladie de Charcot, est un rameur d'aviron américain. 

## Carrière
Timothy Mickelson participe aux Jeux olympiques de 1972 à Munich et remporte la médaille d'argent avec le huit américain composé de Franklin Hobbs, Peter Raymond, Lawrence Terry, Eugene Clapp, William Hobbs, Cleve Livingston, Michael Livingston et Paul Hoffman.